# Манш
Манш (фр. Manche, норманд. Maunche) — департамент на северо-западе Франции, один из департаментов региона Нормандия. Департамент назван по имени пролива, который омывает его западную и северную границы, а также частично восточную. Префектура расположена в Сен-Ло.

## География
Манш является частью административного региона Нормандия и граничит с другими департаментами: Кальвадос, Орн, Майен, а также Иль и Вилен. Территория департамента, расположенного на полуострове Котантен, омывается проливом Ла-Манш на всём протяжении его западной границы, а также на севере и северо-востоке. Длина его побережья составляет 350 километров.
В части геологии территория департамента расположена на Армориканской возвышенности. Ландшафт департамента относится преимущественно к нормандскому бокажу.
Департамент имеет главным образом сельское население. В Манше есть две крупные городские агломерации — Шербур-ан-Котантен и Сен-Ло.
Департамент включает 4 округа, 27 кантонов и 446 коммун.

## Климат
Открытый морю с трёх сторон, и имея свыше 300 километров береговой линии, Манш имеет выраженный морской климат; мягкие зимы при средней температуре января от 4 °C до 7 °C с редкими заморозками, нежаркое лето при средней температуре августа около 17 °C.
В Манше фиксируется существенный объём атмосферных осадков (ежегодно 120—160 дней с величиной осадков выше 1 мм), однако их уровень сильно разнится по терруарам, от 700 мм на побережье, до 1300 мм в бокаже на юге, часто в форме моросящего дождя.
Несмотря на низкую инсоляцию (1500 часов в год), смягчающее влияние моря позволяет на западном и северном побережьях выращивать большинство видов средиземноморских и экзотических растений (мимоза, пальмы, агавовые и др.).
На побережье часто дует ветер с моря, что наряду с приливами способствует частой и резкой перемене погоды в течение дня.

## История
Земли Манша изначально были заселены кельтскими племенами. Вождь галлов Виридовикс пытался противостоять вторжению римлян в эти земли в 56 году до н. э. В дальнейшем земли Манша были частью королевства Нейстрии. В IX веке и в начале X века на полуостров Котантен стали переселяться викинги, прибывавшие из Норвегии (в отличие от других районов северной Нормандии, куда пришли переселенцы из Дании). В 867 году король франков Карл II Лысый уступил области Авраншен и Котантен королю Бретани Саломону, который владел ими вплоть до покорения норманнами в 933 году. Граница с Бретанью была зафиксирована по руслу реки Селюн. В 1008 или 1009 году границу передвинули до русла реки Куэнон.
В XI веке на полуострове Котантен зародилась династия Готвилей, норманнская семья, завоевавшая владения на юге Италии и в Сицилии.
Также в XI веке епископ Кутанса Жоффруа де Монбрей, соратник Вильгельма Завоевателя, внёс значительный вклад в расширение известности диоцеза Кутанса. Благодаря его усилиям в XI веке построен собор в Кутансе романского стиля, ставший в начале XIII века основой для современного кафедрального собора, а также основан Средневековый парк епископа.
В 1204 году Манш заняли войска короля Филиппа Августа и эти земли присоединили к домену короля Франции, за исключением Нормандских островов.
В последующем Манш стал ареной множества боевых сражений и восстаний эпохи Старого порядка, в том числе сражений Столетней войны, деятельности Лиги общественного блага (1465 год), религиозных войн в XVI веке между Монтгомери и Матиньоном, «восстания босоногих» в 1639 году, Вандейского мятежа (осада Гранвиля в 1793 году). Противостояние между Францией и Англией дало в XVIII веке мощный импульс развитию двух портов Манша: военного порта в Шербуре, и каперского порта в Гранвиле.
Департамент был образован 4 марта 1790 года в период Французской революции, объединив часть провинции Нормандии и фанансового округа Кана. Административным центром департамента поначалу был город Кутанс, но в 1796 году столицу перенесли в Сен-Ло. Тем не менее, суд малой инстанции всегда находился в Кутансе.
После победы войск седьмой коалиции в битве при Ватерлоо (18 июня 1815 года) территория Манша была оккупирована прусской армией вплоть до ноября 1818 года.
В XIX веке на земли Манша пришла индустриализация, несмотря на то, что департамент сохранил свой изначальный сельский уклон.
Немецкие войска приступили к укреплению побережья Манша в 1940 году, начав возведение Атлантического вала. В июне 1944 года сражения Нормандской операции частично затронули восточную часть полуострова Котантен, пляж Юта. Множество городов и поселений Манша было разрушено на 80—90 % (например, Сен-Ло получил прозвище «столица развалин»). В 1945—1960 годах утраченное население восполнялось и восстановление городов шло быстрым темпом.
После Второй мировой войны обязанности столицы департамента временно передали в Кутанс, поскольку Сен-Ло был разрушен почти полностью и его восстановление продолжалось до 1953 года.
В 1956 году департамент Манш включили в состав образованного региона Нижняя Нормандия, с 1 января 2016 год он вошел в состав нового региона Нормандия.

## Экономика
Экономика Манша является преимущественно сельскохозяйственной; ведущими отраслями считаются разведение скота (коровы, овцы, кони) и выращивание фруктов (яблоки) и овощей (морковь, лук-порей, цветная капуста). Шербур-ан-Котантен является важным портовым городом (рыболовный промысел, яхтенные прогулки, переходы через пролив, торговля, военный флот, судостроение). На территории департамента работают предприятия атомной промышленности. Также экономика Манша зависит от туризма, исключительно курортного и сезонного.

## Культура
Ведущим культурным центром департамента считается город Шербур-ан-Котантен, где имеется национальный театр, региональный центр циркового искусства, два кинотеатра.
На территории Манша проводится несколько фестивалей, четыре музыкальных и два кинематографических.
Под эгидой департамента находится 18 объектов культурного наследия и музеев, из которых 14 открыты широкой публике.

## Туризм
Туризм является третьей статьёй дохода Манша после продовольственного сектора и строительства.
Манш привлекает туристов своими пляжами и разнообразными природными ландшафтами (ланды, болота, рощи, скалистые обрывы, равнины). Департамент, на территории которого расположена большая часть Котантена, имеет много религиозных, военных и гражданских памятников, тесно связанных с историей Нормандии.

### Основные туристические объекты Манша
По количеству ежегодных посещений в 2010 году основными туристическими достопримечательностями Манша стали:
Объекты с платным входом:
1. Аббатство Мон-Сен-Мишель: 1 277 721
2. Музей «Cité de la Mer»: 194 110
3. Музей воздушного десанта в Сент-Мер-Эглиз: 180 827
4. Рептилии Мон-Сен-Мишель в Бовуаре : 116 910
5. Зоопарк в Шампрепю: 114 870
6. Пеший переход залива Мон-Сен-Мишель: 106 010
7. Усадьба Турп в Омонвиль-ла-Руж: 69 938
8. Музей высадки десанта в Сент-Мари-дю-Монт: 62 309
9. Башня Вобана в Сен-Ва-ла-Уг и морской музей на острове: 59 698
10. Литейный завод «Cornille-Havard» в Вильдьё-ле-Поэль-Руффиньи: 52 908
11. Музей Кристиана Диора в Гранвиле: 47 589
12. Аквариум «Le Roc des Harmonies» в Гранвиле: 36 915
13. Маяк Гатвиль: 36 185

- Аббатство Мон-Сен-Мишель
- Башня Вобана и форт в Сен-Ва-ла-Уг
- Развалины шато Грато
- Кафедральный собор Нотр-Дам в Кутансе
- Шато Наквиль

### Гастрономический туризм
С каждым годом нормандская гастрономия привлекает всё больше туристов благодаря своим натуральными региональным продуктам питания, в числе которых сыр камамбер из Нормандии, кальвадос и прочие.
- Ферма-музей Котантена в коммуне Сент-Мер-Эглиз
- Музей яблок и груш в коммуне Барантон
- Музей сидра, бренди и старинных ремёсел в коммуне Валонь
- Музей бисквита в коммуне Сортовиль-ан-Бомон

## Политика
Результаты голосования жителей департамента на Президентских выборах 2022 г.:
1-й тур: Эмманюэль Макрон ("Вперёд, Республика!") — 32,57 %; Марин Ле Пен (Национальное объединение) — 24,53 %;  Жан-Люк Меланшон («Непокорённая Франция») — 16,50 %;  Валери Пекресс («Республиканцы») — 5,18 %; Прочие кандидаты — менее 5 %.
2-й тур: Эмманюэль Макрон — 59,61 % (в целом по стране — 58,55 %); Марин Ле Пен — 40,39 % (в целом по стране — 41,45 %).
- Президентские выборы 2022. Результаты 1 тура (по кантонам)
- Президентские выборы 2022. Результаты 2 тура (по кантонам)
- Президентские выборы 2022. Результаты 2 тура (по округам)

(2017 год — 1-й тур: Эмманюэль Макрон («Вперёд!») — 24,86 %; Франсуа Фийон («Республиканцы») — 21,60 %; Марин Ле Пен (Национальный фронт) — 20,51 %; Жан-Люк Меланшон («Непокорённая Франция») — 16,98 %;  Бенуа Амон (Социалистическая партия) — 6,40 %; Николя Дюпон-Эньян (Вставай, Франция) — 5,68 %. Прочие кандидаты — менее 5 %. 2-й тур: Эмманюэль Макрон — 67,23 % (в целом по стране — 66,10 %); Марин Ле Пен — 32,77 % (в целом по стране — 33,90 %)).
(2012 год — 1-й тур: Николя Саркози (Союз за народное движение) — 28,82 %; Франсуа Олланд (Социалистическая партия) — 27,04 %;  Марин Ле Пен (Национальный фронт) — 16,64 %; Франсуа Байру (Демократическое движение) — 11,20 %; Жан-Люк Меланшон (Левый фронт) — 9,85 %. Прочие кандидаты — менее 5 %. 2-й тур: Николя Саркози — 50,10 % (в целом по стране — 48,38 %); Франсуа Олланд — 49,90 % (в целом по стране — 51,62 %)).
(2007 год — 1-й тур: Николя Саркози (Союз за народное движение) — 32,06 %; Сеголен Руаяль (Социалистическая партия) — 21,50 % ; Франсуа Байру (Союз за французскую демократию) — 20,92 %; Жан-Мари Ле Пен (Национальный фронт) — 9,19 %. 2-й тур: Николя Саркози — 56,17 % (в целом по стране — 53,06 %); Сеголен Руаяль — 43,83 % (в целом по стране — 46,94 %)).
В результате выборов в Национальное собрание в 2022 г. 4 мандата от департамента Манш распределились следующим образом: «Вперед, Республика!» — 2, «Республиканцы» — 1, Социалистическая партия — 1. (2017 год — 4 мандата: «Вперед, Республика!» — 3, «Республиканцы» — 1. 2012 год — 4 мандата: СП — 2, СНД — 2. 2007 год — 5 мандатов: СНД — 4, СП — 1).
На региональных выборах 2021 года в 2-м туре победил «правый блок» во главе с действующим президентом Регионального совета Эрве Мореном, получивший 48,71 % голосов,  второе место занял «левый блок» во главе с Мелани Буланже с 25,73 % голосов, третье — Национальное объединение во главе с Николя Бе — 16,47 %. (2015 год: «правый блок» ― 39,48 %, «левый блок» ― 36,33 %, Национальный фронт ― 24,19 %).

## Совет департамента
После выборов 2021 года большинством в Совете департамента обладают правые партии. Президент Совета департамента — Жан Морен (Jean Morin) (Разные правые).
Состав Совета департамента (2021—2028):
|                        | Партия                  | Кол-во мест            | +/- (к 2015 г.)        |
| Большинство (40 мест): | Большинство (40 мест):  | Большинство (40 мест): | Большинство (40 мест): |
| ---------------------- | ----------------------- | ---------------------- | ---------------------- |
|                        | Разные правые           | 29                     | -1                     |
|                        | Республиканцы           | 7                      | +2                     |
|                        | Разные центристы        | 4                      | -1                     |
| Оппозиция: (14 мест)   |                         |                        |                        |
|                        | Социалистическая партия | 6                      | −4                     |
|                        | Разные левые            | 6                      | +2                     |
|                        | Разные центристы        | 1                      | +1                     |
|                        | Вперёд, Республика!     | 1                      | +1                     |